# Mark 22
A Mark 22 foi o primeiro dispositivo nuclear desenhado pela University of California Radiation Lab em Livermore, foi o dispositivo "Morgenstern" que foi testado como o Castle Koon na Operação Castle. O Morgenstern foi o protótipo de uma bomba projetada, a TX-22. O Morgenstern falhou em alcançar o seu rendimento previsto devido ao aquecimento prematuro do secundário devido a exposição a nêutrons. Como o outro teste planejado, o UCRL, para a Operação Castelo tinha a mesma falha básica, o teste foi cancelado; esse dispositivo tinha o codinome "Ramrod" e usava combustível líquido. Depois de um mês da falha do Morgenstern, a TX-22 foi cancelada porque a AEC percebeu que não havia nada que salvasse o desenho.